# Eve Kosofsky Sedgwick
Eve Kosofsky Sedgwick (Dayton (Ohio), 2 mei 1950 - New York, 12 april 2009) was een Amerikaans literatuur- en cultuurtheoretica. Zij was gespecialiseerd in genderstudies, queer theory en kritische theorie. Haar werk werd beïnvloed door het feminisme, het marxisme en het deconstructivisme, meer bepaald het poststructuralisme.

## Opleiding
Sedgwick studeerde aan de Cornell-universiteit, en promoveerde in 1975 aan de Yale-universiteit. Ze doceerde literatuur aan het Hamilton College in Clinton (New York), de Universiteit van Boston en het Amherst College.

## Carrière en werk
Sedgwick schreef verschillende basiswerken over queer theory, zoals Between Men: English Literature and Male Homosocial Desire en Epistemology of the Closet. Haar werk poogt een verklaring te geven van de wijze waarop de mannelijke homofobie de moderne westerse cultuur gevormd zou hebben met betrekking tot begrippen als seksualiteit, intimiteit, gezin en seksuele rolverdeling.
Sedgwick stelt dat maatschappelijk schijnbaar eenvoudige etiketteringen als "normaal" of "abnormaal" normerende effecten met zich meebrengen.
In 1991 kreeg Sedgwick borstkanker en schreef daarover het boek A Dialogue on Love over haar doodsgedachte, haar depressie en onzekerheid over haar seksuele identiteit tijdens de chemotherapie en na haar borstamputatie.

## Werken
- Between Men – English Literature and Male Homosocial Desire. Columbia Univ. Press, New York 1985, ISBN 0-231-08273-8.
- A Dialogue on Love. 2000, ISBN 0807029238.
- Epistemology of the Closet. Harvester Wheatsheaf, Hemel Hempstead 1991, ISBN 0-5200-7874-8.
- Fat Art, Thin Art. 1995, ISBN 0822315017.
- Shame and its sisters. Duke Univ. Press, Durham 1995, ISBN 0-8223-1694-3.
- Tendencies. Routledge, London 1994, ISBN 0-415-10815-2.
- Touch feeling – affect, pedagogy, performativity. Duke Univ. Press, Durham 2003, ISBN 0-8223-3028-8.

- Bibsys: 90064829
- Biblioteca Nacional de España: XX1380111
- Bibliothèque nationale de France: cb12053122s (data)
- CiNii: DA00221484
- Gemeinsame Normdatei: 124897908
- International Standard Name Identifier: 0000 0001 2140 9620
- Library of Congress Control Number: n80012915
- Nationale Bibliotheek van Letland: 000022724
- Bibliotheek van het Japanse parlement: 00799189
- Nationale Bibliotheek van Tsjechië: mzk2012695498
- Nationale Bibliotheek van Israël: 987007570911205171
- Nationale Bibliotheek van Polen: a0000002907174
- Nederlandse Thesaurus van Auteursnamen: 07110142X
- Réseau des bibliothèques de Suisse occidentale: 02-A003817648
- SNAC: w6z92xw6
- Système universitaire de documentation: 028761936
- Virtual International Authority File: 79051317
- WorldCat: E39PBJtmtt849fbDQptmBPpByd

1. ↑  Gemeinsame Normdatei; geraadpleegd op: 13 december 2014.
2. ↑  Gemeinsame Normdatei; geraadpleegd op: 31 december 2014.